# Arturo Vacca Maggiolini
Arturo Vacca Maggiolini (Pinerolo, 22 novembre 1872 – Roma, 30 luglio 1959) è stato un generale e politico italiano, ed anche autore di libri, assai apprezzati, a contenuto militare; tra le sue opere, La guerra nei secoli XVIII e XIX, pubblicato nel 1923 e Da Valmy a Waterloo, pubblicato nel 1939, sono considerate tra le opere migliori esistenti sull'argomento.

## Biografia
Discendente da una casata di feudatari che per secoli legò il proprio nome a quello di Mombercelli, nacque a Pinerolo (provincia di Torino) il 22 novembre 1872, figlio di Giuseppe e di Clarina Peyrot.
Dopo gli studi presso la Scuola militare di Milano si arruolò nel Regio Esercito nel corso del 1890, entrando nella Regia Accademia Militare di Modena il 19 ottobre dello stesso anno. Prese parte alla Guerra di Abissinia, partecipando alla battaglia di Adua in forza alla 6ª Batteria da montagna, venendo decorato con una Medaglia di bronzo al valor militare. Nel 1904 frequentò la Scuola di guerra dell'esercito di Torino.
Prese parte alla prima guerra mondiale ricoprendo l’incarico di Capo di stato maggiore il comando del XXVIII Corpo d’armata, e venendo decorato di Medaglia d’argento al valor militare nel 1917. In seguito entrò a fra parte dell’Ufficio Personale del Comando Supremo distinguendosi durante la ritirata di Caporetto come comandante dell’artiglieria del IX Corpo d’armata, tanto da venire insignito della Croce di Cavaliere dell’Ordine militare di Savoia. Nel 1920, alle dipendenze del generale Vincenzo Garioni, opera come Capo di stato maggiore in Tripolitania.
A partire dal 1920, e fino al 1924, fu insegnante di storia militare presso la Scuola di guerra di Torino, assumendo poi il comando del 1º Reggimento d’artiglieria, incarico che mantenne fino al 1925. In quello stesso anno assunse il comando della 7ª Brigata di fanteria, passando successivamente al comando della Divisione militare di Trieste.
Il 20 marzo 1933 fu elevato al rango di Generale di Corpo d'armata, ed assunse il comando del Corpo d'armata di Bologna, incarico che mantenne fino al 1937, ricoprendo contemporaneamente anche l’incarico di Sottocapo di stato maggiore dell’esercito, studiando e analizzando nei primi mesi del 1934 i piani operativi per la guerra contro l’Etiopia. Il 1º luglio 1937 divenne Generale di Corpo d'armata designato per il Comando d'armata in caso di guerra.
Nominato dal Re Vittorio Emanuele III senatore della XXX legislatura del Regno d'Italia il 20 marzo 1939, in seguito ricoprì gli incarichi senatoriali di membro della Commissione delle Forze armate (17 aprile 1939-20 settembre 1941, 11 maggio-5 agosto 1943) e membro della Commissione per il giudizio dell'Alta Corte di Giustizia (17 aprile 1939-5 agosto 1943).
All’atto dell’entrata in guerra dell’Italia, non ricoprì incarichi operativo, ma il 18 giugno 1941 sostituì il generale Camillo Grossi nell’incarico di Commissione Italiana d'Armistizio con la Francia (CIAF), che mantenne fino all 28 agosto 1942. Durante il suo incarico ebbe numerosi incontri con il Capo del governo Benito Mussolini, cui non nascose mai la gravità della situazione militare in atto.  Durante la sua presidenza cercò in ogni modo di proteggere gli ebrei che si trovavano nelle zone sottoposte alla sua giurisdizione, entrando in aperto contrasto sia con i tedeschi che con le autorità di Vichy, accusandoli apertamente di danneggiare l’immagine internazionale dell’Italia. Sottrasse gli ebrei residenti in Tunisia alla deportazione, e impedì, finché poté la deportazione di quelli residenti in otto villaggi situati nel retroterra di Nizza, arrivando anche a minacciare interventi di natura militare, coadiuvato in questo dal comandante della 5ª Divisione alpina "Pusteria", generale Lazzaro Maurizio De Castiglioni, contro le autorità di Vichy. Dopo la firma definitiva dell’armistizio con la Francia, il 28 agosto 1942, la sua autorità decadde e gli ebrei a migliaia vennero catturati e deportati in Germania. Dal 16 gennaio 1944 al 28 marzo 1945 ricoprì l’incarico di Commissario straordinario per la provincia di Asti.
Deferito all’Alta corte di giustizia per le sanzioni contro il fascismo (ACGSF) il 7 agosto 1944, fu dichiarato decaduto dalla carica di senatore in data 30 agosto 1945. Ritornato alla vita civile soggiornò a lungo nell'antico palazzo seicentesco tuttora di proprietà della famiglia, e si spense a Roma il 30 luglio 1959.

## Pubblicazioni
- Nel primo centenario della morte di Napoleone, Stab. poligr. amministrazione guerra, Roma, 1921.[11]
- La situazione in Tripolitania, Rivista italiana militare, Cagliari, 1922.
- La guerra nei secoli XVIII e XIX: (Federico II - Napoleone - Moltke) : lezioni di storia militare per gli allievi del 1º anno di corso, Tip. E. Schioppo, Torino, 1923.
- Per l'affratellamento degli studi civili e militari, Tip. E. Schioppo, Torino, 1924 con Edoardo Scala e Guido Liuzzi.
- Carlo de Cristoforis nel primo centenario della sua nascita, Tip. E. Schioppo, Torino, 1925.
- La battaglia dell’Assietta (19 luglio 1747), S. Lattes e C., Torino, 1934.
- Da Adua a Vittorio Veneto Ediz. Di Meridiani, Bologna, 1935.
- Da Valmy a Waterloo: le guerre della rivoluzione e dell’impero Vol. 1., 1792-1804, N. Zanichelli Editore, Bologna, 1939.
- Da Valmy a Waterloo: le guerre della rivoluzione e dell’impero Vol. 2., 1805-1815, N. Zanichelli Editore, Bologna, 1939.
- Insegnamenti della guerra in Occidente, La Nuova antologia, Roma, 1940.
- Nascita e morte di una leggenda , La Nuova antologia, Roma, 1940.

### Periodici
- Fortunato Minniti, Oltre Adua. Lo sviluppo e la scelta della strategia operativa per la guerra contro l’Etiopia, in Società di Storia Militare, Quaderno 1993, Roma, Gruppo Editoriale Internazionale, 1993,  p. 92.